# Weverbok
De weverbok of weverboktor (Lamia textor) is een keversoort uit de familie boktorren (Cerambycidae). De wetenschappelijke naam van de soort is gepubliceerd in 1758 door Linnaeus in de tiende editie van Systema naturae.